# Diogo Rodrigues
Diogo Rodrigues (Portugal, ? - Goa, 21 d'abril de 1577) fou un navegant i explorador portuguès de l'oceà Índic, en honor del qual es va batejar l'Illa de Rodrigues.

## Biografia
Va començar navegant a les ordres de Pedro de Mascarenhas com a timoner. El 1528 va explorar les illes de Reunió, Maurici i Rodrigues, batejant-les com a illes Mascarenyes en honor del seu compatriota Pedro de Mascarenhas, que les havia descobert.
Segons José Nicolau da Fonseca Rodrigues fou enterrat a Goa.